# 부시마스터속
부시마스터속(Lachesis)은 살무사과 살무사아과에 딸린 속이다. 중앙아메리카에서 남아메리카의 삼림지대에 서식하는 독사들이 속해 있다. 현재까지 4종이 인정된다. 모식종은 남미부시마스터다.